# Marcel Huguenin
Marcel Roger Huguenin-Bergenat (* 1. Juli 1930 in La Brévine; † 31. März 2020 in La Chaux-de-Fonds) war ein Schweizer Skilangläufer.

## Werdegang
Huguenin, der für den SC La Brévine startete und als Landwirt tätig war, wurde im Jahr 1950 Schweizer Juniorenmeister im 8-km-Lauf und im folgenden Jahr bei den Schweizer Meisterschaften Zweiter mit der Staffel. In den Jahren 1952 und 1953 gewann er den Björnstad-Gedenklauf  und belegte zudem bei den Schweizer Meisterschaften 1953 den neunten Platz über 18 km. In der Saison 1953/54 kam er beim internationalen Wettbewerb in Le Brassus auf den fünften Platz über 14 km und bei den Schweizer Meisterschaften 1954 in Grindelwald auf den dritten Rang über 15 km. Beim Saisonhöhepunkt, den Nordischen Skiweltmeisterschaften 1954 in Falun, lief er auf den 87. Platz über 15 km und zusammen mit Hans Strasser, Werner Zwingli und Walter Lötscher auf den zehnten Platz in der Staffel. Im folgenden Jahr siegte er erneut beim Björnstad-Gedenklauf und errang bei den Schweizer Meisterschaften den sechsten Platz über 15 km sowie den fünften Platz über 50 km. In der Saison 1955/56 holte er bei den Schweizer Meisterschaften 1956 zusammen mit seinen Brüdern Fredy Huguenin, Jean-Bernard Huguenin und André Huguenin in der Staffel den Meistertitel und wurde im 15-km-Lauf Vierter sowie im 50-km-Lauf Zweiter. Zudem siegte er erneut beim Björnstad-Gedenklauf und belegte beim Saisonhöhepunkt, den Olympischen Winterspielen 1956 in Cortina d’Ampezzo, den 25. Platz über 30 km sowie den siebten Platz zusammen mit Werner Zwingli, Viktor Kronig und Fritz Kocher in der Staffel. 
In der folgenden Saison lief Huguenin nach Platz 13 über 15 km beim internationalen Wettbewerb in Le Brassus zu Beginn der Saison 1956/57 bei den Schweizer Meisterschaften 1957 auf den siebten Platz über 15 km sowie auf den vierten Rang jeweils mit der Staffel und über 37,5 km. Im Jahr 1958 kam er bei den Schweizer Meisterschaften 1958 auf den siebten Platz im 15-km-Lauf sowie auf den zweiten Rang mit der Staffel und bei den Nordischen Skiweltmeisterschaften 1958 in Lahti auf den 50. Platz über 30 km sowie auf den 38. Rang über 15 km. Bei den Schweizer Meisterschaften 1959 erreichte er den fünften Platz über 16 km, den dritten Rang über 50 km und den zweiten Platz mit der Staffel. In der Saison 1959/60  wurde er nach fünften Plätzen in Entlebuch und Andermatt für die Olympischen Winterspiele 1960 in Squaw Valley nominiert, wo er den 37. Platz über 15 km, den 28. Rang über 30 km und zusammen mit Fritz Kocher, Lorenz Possa und Alphonse Baume den achten Platz in der Staffel belegte. In den folgenden Jahren nahm er an nationalen Rennen teil. Dabei wurde er bei den Schweizer Meisterschaften 1961 Siebter über 16 km sowie nochmals Meister mit der Staffel und bei den Schweizer Meisterschaften 1963 Fünfter über 15 km sowie Zweiter mit der Staffel.

## Teilnahmen an Olympischen Winterspielen und Weltmeisterschaften

### Olympische Winterspiele
- 1956 Cortina d’Ampezzo: 7. Platz Staffel, 25. Platz 30 km
- 1960 Squaw Valley: 8. Platz Staffel, 28. Platz 30 km, 37. Platz 15 km

### Nordische Skiweltmeisterschaften
- 1954 Falun: 10. Platz Staffel, 87. Platz 15 km
- 1958 Lahti: 38. Platz 15 km, 50. Platz 30 km